# Lake Placid: The Final Chapter
Lake Placid: The Final Chapter (conocida como Mandíbulas 4: El Capítulo Final en España y El Cocodrilo 4 en Hispanoamérica) es una Comedia de terror estadounidense de 2012 dirigida por Don Michael Paul. Es una secuela de Lake Placid 3 (2010) y la cuarta entrega de la serie de películas Lake Placid, que cuenta la historia de unos cocodrilos devoradores de hombres que aterrorizan a la comunidad local. La película se estrenó el 29 de septiembre de 2012 en el Canal Sci-Fi y se estrenó directamente en vídeo el 19 de febrero de 2013.

## Argumento
Poco después de los eventos de la tercera película, se revela que Reba todavía está viva y mata al último cocodrilo que queda en el supermercado.
Un año después, Reba, ahora agente de la EPA, regresa a Black Lake con Dennis y la alguacil Theresa Giove para neutralizar a un cocodrilo bebé con un tranquilizante. Se encuentran con el teniente Ryan Loffin en tierra y conducen hacia una valla de diez mil voltios construida por el Cuerpo de Ingenieros del Ejército. Dennis y un cazador furtivo llamado Jimmy Bickerman se cuelan en el lago para robar huevos de cocodrilo, pero son atacados por cocodrilos. Max, el hijo de Ryan, escucha sus gritos, pero es atacado y arrastrado por un cocodrilo.
La hija de Theresa, Chloe y su amiga, Elaine, se unen al equipo de natación de Marshfield en un autobús turístico, que pasa por error por la puerta (que Max había dejado abierta) del parque cercado eléctricamente hacia Black Lake en lugar de Clear Lake debido a que el conductor no presta atención a dónde va, y el equipo de natación pasa la noche allí teniendo varias conversaciones. Gus, el conductor del autobús, usa el lago como baño, espía a dos chicas que juegan en el agua y un cocodrilo lo mata después de que las chicas salen del agua. A la mañana siguiente, con los oficiales de policía en alerta, Ryan, Theresa y Reba buscan a los estudiantes en el lago, el equipo de natación decide andar en el lago con motos acuáticas y uno de ellos, Joey, se cae de la moto acuática. Es atacado en el agua por un enjambre de cocodrilos bebés y asesinado. Un estudiante en la playa es arrastrado por un cocodrilo al agua y otro muere mientras intenta entrar al autobús. Los otros estudiantes y el entrenador logran entrar a salvo dentro del autobús antes de más ataques. Chloe, que se ha perdido en el bosque, se encuentra con Max, que sobrevivió, después de que se cayera de una plataforma de descanso en lo alto de un árbol.
El equipo encuentra una parte del esqueleto de un cocodrilo de un cadáver de cocodrilo. El equipo de natación continúa corriendo por el bosque hasta que encuentran un campamento abandonado y un cocodrilo más pequeño. El grupo huye por separado, y Brittany cae en una trampa con una cuerda y la cuelgan del árbol. Su cabeza es cortada por el cocodrilo, lo que lleva a su fallecimiento. Chloe cae en un agujero, queda atrapada y lucha con un cocodrilo. Max distrae al cocodrilo con una piedra y Chloe lo somete golpeándolo con un arma descargada. El equipo encuentra a Dennis herido mientras Chloe recupera un teléfono celular de la boca del cocodrilo, que usa para llamar a su madre. Max envía una cuerda para sacar a Chloe del agujero cuando el cocodrilo se despierta.
El equipo llega a salvo a la tierra, pero Dennis es arrastrado debajo del autobús y asesinado por un cocodrilo. El equipo de natación restante y Max se encuentran con Jimmy, quien "enérgicamente" anima a los niños a abordar su bote. El entrenador Macklin se niega a meterse en el agua y lo mata un cocodrilo. Los estudiantes y Max son tomados como rehenes por Jimmy. Regresan a tierra y los llevan a la cabaña abandonada de Sadie Bickerman, donde los hace quedarse. Jimmy luego encuentra un nido de huevos junto a la costa.
El equipo encuentra a Tina, una de las estudiantes, junto a la cerca eléctrica mientras Jimmy roba los huevos del nido y los guarda en su cartera. Elaine encuentra una habitación de la cabaña llena de carne y hueso y es atacada por el cocodrilo que hay en ella. Chloe y otros matan al cocodrilo mientras que Elaine aún sobrevive con heridas. Se reúnen con el equipo mientras Reba acusa a Jimmy de sus acciones. Jimmy toma a Max como rehén para evitar que los demás interfieran y para que él abra la salida mientras un cocodrilo se libera de sus cadenas y se lleva un bote con él. Drew es devorado mientras intenta nadar hacia el bote mientras Max le grita; Ryan usa la distracción para noquear a Jimmy. Los demás se retiran hacia la cerca eléctrica. Theresa esquiva a un cocodrilo que carga, lo que hace que se estrelle contra la cerca y muera electrocutado.
A la mañana siguiente, Jimmy se despierta y, después de descubrir que todos los huevos están triturados, se burla del último cocodrilo. Arroja su cartera y parece ser devorado cuando el cocodrilo se aferra a su pierna. Llega una ambulancia para apoyar a los sobrevivientes junto a la cerca eléctrica. Theresa y Ryan se besan apasionadamente. Al final, una mujer que trota por el bosque piensa que el lago ahora está libre de cocodrilos, pero el último cocodrilo que queda la mata.

## Reparto
- Elisabeth Röhm como la Alguacil Theresa Giove
- Yancy Butler como la Agente de la EPA Reba
- Paul Nicholls como el Teniente Ryan Loflin
- Poppy Lee Friar como Chloe Giove
- Benedict Smith como Max Loflin
- Caroline Ford como Elaine
- Scarlett Byrne como Brittany
- Daniel Black como Drew
- Jeff Stewart como el Diputado I. Nermal
- Robert Englund como Jim Bickerman
- Ako Mitchell como Dennis
- Sewell Whitney como el Entrenador Macklin
- Elena Boeva como Tina
- Peter Ladjev como Joey
- Kitodar Todorov como Gus
- Terry Randall como Sharkey
- Zara Dimitrova como Barbara
- Borisa Tutundjieva como Chica #1
- Marina Gerganova como Chica #2
- Jonas Talkington como el Forense

## Recepción
La película recibió críticas generalmente negativas, principalmente debido a su uso de CGI poco realista y de bajo presupuesto (al igual que las dos películas predecesoras) y un final abierto que está en conflicto con su nombre.
Sin embargo, también se ha dicho que "Lake Placid: The Final Chapter" es mucho mejor que sus dos predecesoras. Recibió críticas positivas de algunos críticos que elogiaron la trama y el desarrollo de los personajes. David E. Kelley, el escritor de la película original, le dio a la película 4.5 de 5 estrellas y dijo: "¿Es esta la última realmente? El final no me hacen pensar que sí. ¡Me alegra ver a Robert Englund en esta y a algunos miembros del elenco de la película anterior! Los efectos siguen siendo escasos como la segunda y la tercera, pero la historia es buena".
Otra crítica, Marcie Frank, dijo que estaba totalmente interesada y que no podía cambiar de canal. Scott Weinberg, de FEARnet, escribió: "He visto películas mucho peores de 'cocodrilos salvajes' que 'Lake Placid 4'. (El mejor elogio que recibí. Lo siento).